# 比利亚加西亚-德阿罗萨
比利亚加西亚-德阿罗萨（西班牙語：Villagarcía de Arosa）是西班牙加利西亚自治区蓬特韦德拉省的一个市镇。 总面积44平方公里，总人口33.496人（2001年），人口密度761人/平方公里。